# Вуд, Леон
Оси Леон Вуд III (англ. Osie Leon Wood III; родился 25 марта 1962, Колумбия, штат Южная Каролина, США) — американский профессиональный баскетболист.

## Ранние годы
Леон Вуд родился в городе Колумбия (штат Южная Каролина), учился в Калифорнийской школе Сент-Моника города Санта-Моника, в которой играл за местную баскетбольную команду.

## Студенческая карьера
После окончания школы Вуд поступил в Аризонский университет, где в течение одного года выступал за команду «Аризона Уайлдкэтс». В 1984 году окончил Университет штата Калифорния в Фуллертоне, где в течение трёх лет играл за команду «Калифорния Стэйт Фуллертон Тайтенс», в которой провёл успешную карьеру, набрав в итоге 1876 очков, 207 подборов, 141 перехват и 15 блок-шотов. При Вуде «Тайтенс» ни разу не выигрывали ни регулярный чемпионат, ни турнир конференции Pacific Coast Athletic Association (PCAA).

## Карьера в НБА
Играл на позиции разыгрывающего защитника и атакующего защитника. В 1984 году был выбран на драфте НБА под 10-м номером командой «Филадельфия Севенти Сиксерс». Позже выступал за команды «Вашингтон Буллетс», «Нью-Джерси Нетс», «Сан-Антонио Спёрс», «Атланта Хокс», «КАИ Сарагоса», «Сакраменто Кингз», «Рапид-Сити Триллерс» (КБА), «Паллаканестро Варезе», «Гиссен-46», «КРО Лион Баскет», «Фарго-Мурхид Фивер» (КБА) и «Ювентус Казерта». Всего в НБА провёл 6 неполных сезонов. В 1984 году включался во 2-ю всеамериканскую сборную NCAA. Всего за карьеру в НБА сыграл 274 игры, в которых набрал 1742 очка (в среднем 6,4 за игру), сделал 316 подборов, 867 передач, 127 перехватов и 4 блок-шота.
Свои лучшие годы в качестве игрока НБА Вуд провёл в «Севенти Сиксерс», в рядах которых он выступал на протяжении полутора сезонов (1984—1986). Самым лучшим в его карьере был сезон 1985/1986 годов, в котором он сыграл в 68 играх, набирая в среднем за матч 7,8 очка и делая 1,3 подбора, 2,7 передачи и 0,5 перехвата.

## Карьера в сборной США
В 1983 году Вуд стал в составе сборной США чемпионом Панамериканских игр в Каракасе, обыграв в финале сборную Бразилии (87—79). В 1984 году стал в составе сборной США, которую тренировал Бобби Найт, олимпийским чемпионом Летних Олимпийских игр в Лос-Анджелесе, обыграв в финале сборную Испании (96—65). Вуд лидировал по количеству передач (7,9 за игру) в составе сборной США.

## Последующие годы
В последний раз Вуд играл в профессиональный баскетбол в Филиппинской баскетбольной ассоциации в 1994 году. В настоящее время Леон Вуд работает на должности официального чиновника в структуре НБА.

## Статистика

### Статистика в НБА
| Сезон                                                                                    | Команда     | Регулярный сезон | Регулярный сезон | Регулярный сезон | Регулярный сезон | Регулярный сезон | Регулярный сезон | Регулярный сезон | Регулярный сезон | Регулярный сезон | Регулярный сезон | Регулярный сезон | Серия плей-офф | Серия плей-офф | Серия плей-офф | Серия плей-офф | Серия плей-офф | Серия плей-офф | Серия плей-офф | Серия плей-офф | Серия плей-офф | Серия плей-офф | Серия плей-офф |
| Сезон                                                                                    | Команда     | GP               | GS               | MPG              | FG%              | 3P%              | FT%              | RPG              | APG              | SPG              | BPG              | PPG              | GP             | GS             | MPG            | FG%            | 3P%            | FT%            | RPG            | APG            | SPG            | BPG            | PPG            |
| ---------------------------------------------------------------------------------------- | ----------- | ---------------- | ---------------- | ---------------- | ---------------- | ---------------- | ---------------- | ---------------- | ---------------- | ---------------- | ---------------- | ---------------- | -------------- | -------------- | -------------- | -------------- | -------------- | -------------- | -------------- | -------------- | -------------- | -------------- | -------------- |
| 1984/85                                                                                  | Филадельфия | 38               | 1                | 7,1              | 37,3             | 13,3             | 69,2             | 0,5              | 1,2              | 0,2              | 0,0              | 3,2              | 5              | 0              | 3,0            | 44,4           | 0,0            | 75,0           | 0,2            | 0,4            | 0,0            | 0,0            | 2,8            |
| 1985/86                                                                                  | Вашингтон   | 39               | 0                | 19,1             | 38,5             | 32,9             | 79,3             | 1,6              | 2,7              | 0,5              | 0,0              | 9,7              | 1              | 0              | 2,0            | 20,0           | 100,0          | 100,0          | 0,0            | 0,0            | 0,0            | 0,0            | 5,0            |
| 1985/86                                                                                  | Филадельфия | 29               | 1                | 16,1             | 41,9             | 48,1             | 79,4             | 0,9              | 2,6              | 0,5              | 0,0              | 5,3              | Не участвовал  | Не участвовал  | Не участвовал  | Не участвовал  | Не участвовал  | Не участвовал  | Не участвовал  | Не участвовал  | Не участвовал  | Не участвовал  | Не участвовал  |
| 1986/87                                                                                  | Нью-Джерси  | 76               | 7                | 22,8             | 37,3             | 30,0             | 79,9             | 1,6              | 4,9              | 0,6              | 0,0              | 7,3              | Не участвовал  | Не участвовал  | Не участвовал  | Не участвовал  | Не участвовал  | Не участвовал  | Не участвовал  | Не участвовал  | Не участвовал  | Не участвовал  | Не участвовал  |
| 1987/88                                                                                  | Сан-Антонио | 38               | 8                | 21,8             | 42,6             | 39,8             | 75,8             | 1,3              | 4,1              | 0,6              | 0,0              | 9,3              | Не участвовал  | Не участвовал  | Не участвовал  | Не участвовал  | Не участвовал  | Не участвовал  | Не участвовал  | Не участвовал  | Не участвовал  | Не участвовал  | Не участвовал  |
| 1987/88                                                                                  | Атланта     | 14               | 0                | 5,6              | 53,3             | 47,4             | 87,5             | 0,4              | 1,4              | 0,3              | 0,0              | 3,4              | 4              | 0              | 1,0            | 100,0          | 100,0          | -              | 0,0            | 0,3            | 0,0            | 0,0            | 0,8            |
| 1989/90                                                                                  | Нью-Джерси  | 28               | 2                | 7,1              | 32,7             | 19,0             | 87,5             | 0,4              | 1,7              | 0,2              | 0,0              | 1,8              | Не участвовал  | Не участвовал  | Не участвовал  | Не участвовал  | Не участвовал  | Не участвовал  | Не участвовал  | Не участвовал  | Не участвовал  | Не участвовал  | Не участвовал  |
| 1990/91                                                                                  | Сакраменто  | 12               | 0                | 18,5             | 39,7             | 31,6             | 90,5             | 1,6              | 4,1              | 0,4              | 0,0              | 6,8              | Не участвовал  | Не участвовал  | Не участвовал  | Не участвовал  | Не участвовал  | Не участвовал  | Не участвовал  | Не участвовал  | Не участвовал  | Не участвовал  | Не участвовал  |
|                                                                                          | Всего       | 274              | 19               | 16,6             | 39,2             | 32,8             | 79,2             | 1,2              | 3,2              | 0,5              | 0,0              | 6,4              | 10             | 0              | 2,1            | 40,0           | 66,7           | 80,0           | 0,1            | 0,3            | 0,0            | 0,0            | 2,2            |
| Наведите курсор мыши на аббревиатуры в заголовке таблицы, чтобы прочесть их расшифровку. |             |                  |                  |                  |                  |                  |                  |                  |                  |                  |                  |                  |                |                |                |                |                |                |                |                |                |                |                |

### Статистика в NCAA
| Сезон | Команда                    | Conf                       | Class                      | GP  | GS | MPG  | FG%  | 3P%  | FT%  | RPG | APG  | SPG | BPG | PPG  |
| --- | -------------------------- | -------------------------- | -------------------------- | --- | -- | ---- | ---- | ---- | ---- | --- | ---- | --- | --- | ---- |
| 1979/80 | Аризона                    | Pac-10                     | FR                         | 24  | 7  | 9,2  | 38,7 |      | 73,1 | 0,3 | 1,0  | 0,3 | 0,0 | 4,4  |
| 1981/82 | Калифорния Стэйт Фуллертон | PCAA                       | SO                         | 32  | 32 | 39,5 | 49,6 |      | 81,7 | 1,8 | 7,4  | 1,3 | 0,2 | 19,7 |
| 1982/83 | Калифорния Стэйт Фуллертон | PCAA                       | JR                         | 29  | 29 | 37,1 | 47,1 | 44,4 | 78,9 | 2,5 | 11,0 | 2,1 | 0,1 | 18,1 |
| 1983/84 | Калифорния Стэйт Фуллертон | PCAA                       | SR                         | 30  | 30 | 39,0 | 47,0 |      | 82,1 | 2,6 | 6,3  | 1,2 | 0,2 | 24,0 |
| Всего | Всего                      | Всего                      | Всего                      | 115 | 98 | 32,4 | 47,2 | 44,4 | 80,8 | 1,9 | 6,7  | 1,3 | 0,1 | 17,2 |
| Аризона | Аризона                    | Аризона                    | Аризона                    | 24  | 7  | 9,2  | 38,7 |      | 73,1 | 0,3 | 1,0  | 0,3 | 0,0 | 4,4  |
| Калифорния Стэйт Фуллертон | Калифорния Стэйт Фуллертон | Калифорния Стэйт Фуллертон | Калифорния Стэйт Фуллертон | 91  | 91 | 38,6 | 47,9 | 44,4 | 81,1 | 2,3 | 8,2  | 1,5 | 0,2 | 20,6 |
| Наведите курсор мыши на аббревиатуры в заголовке таблицы, чтобы прочесть их расшифровку Статистика приведена с сайта sports-reference.com |                            |                            |                            |     |    |      |      |      |      |     |      |     |     |      |